# ماروین ساردل
ماروین ساردل (انگلیسی: Marvin Sordell؛ زادهٔ ۱۷ فوریهٔ ۱۹۹۱) بازیکن فوتبال اهل بریتانیا است.
از باشگاه‌هایی که در آن بازی کرده‌است می‌توان به باشگاه فوتبال چارلتون اتلتیک، باشگاه فوتبال بولتون واندررز، باشگاه فوتبال ترانمره راورز، باشگاه فوتبال برنلی، باشگاه فوتبال کولچستر یونایتد، باشگاه فوتبال واتفورد و باشگاه فوتبال ویلدستون اشاره کرد.
وی همچنین در تیم‌های ملی فوتبال زیر ۲۰ سال، زیر ۲۱ سال انگلستان و تیم فوتبال المپیک بریتانیای کبیر بازی کرده‌است.